# Ron Boots

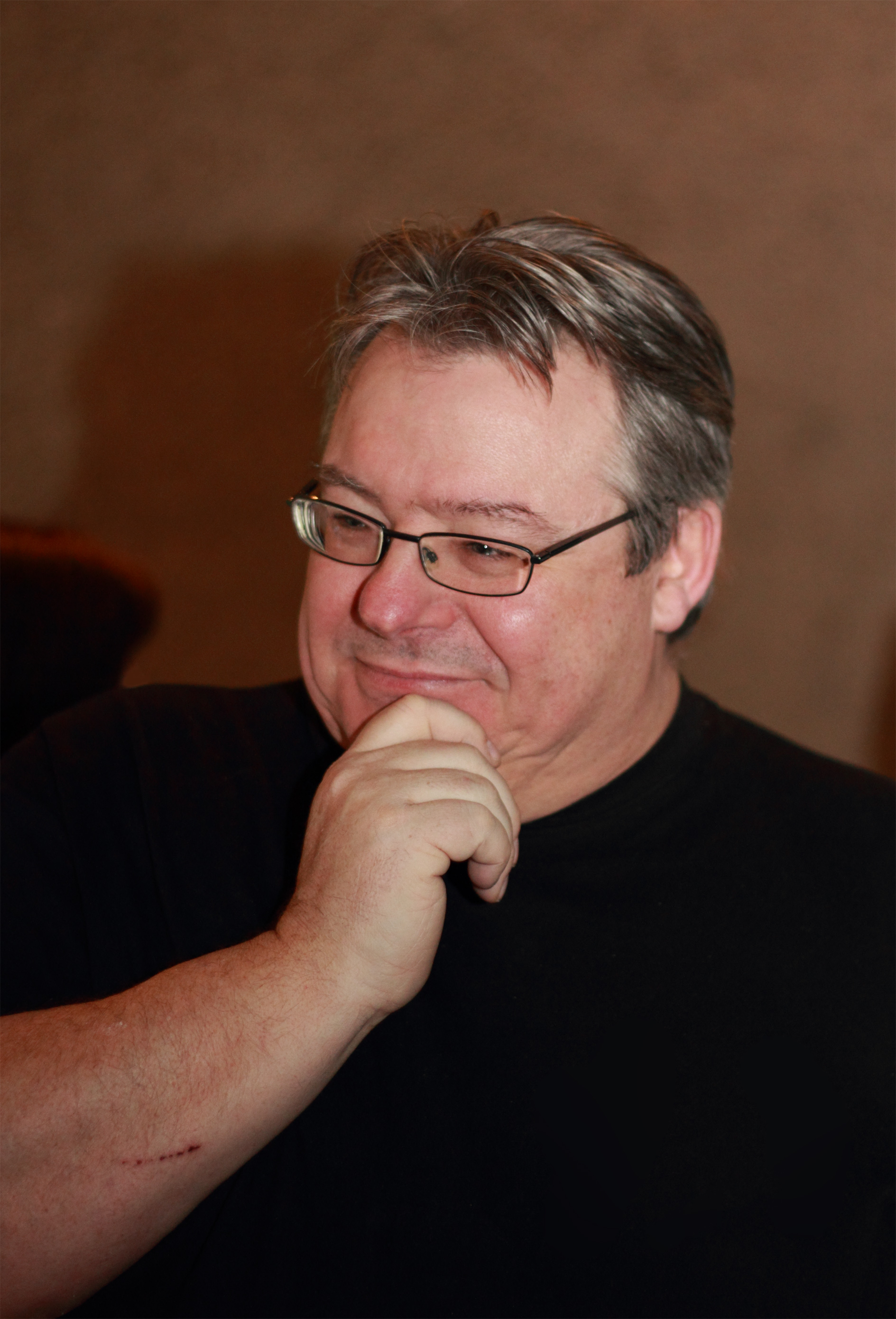
Ron Boots (2012)

Ron Boots (* 13. Oktober 1962 in Eindhoven) ist ein niederländischer Komponist, Musiker und Produzent, der im Bereich der elektronischen Musik tätig ist.

## Biografie
Der heute in Best wohnhafte Ron Boots ließ sich bereits Mitte der 1970er-Jahre durch klassische elektronische Musik inspirieren, allen voran durch Klaus Schulze, aber auch Interpreten wie Tangerine Dream, Vangelis oder Steve Roach. 1984 kaufte er seinen ersten Synthesizer, einen Yamaha CS10, und begann mit ihm Musikstücke zu komponieren. Zwei Jahre später gab er sein erstes Konzert, und ein weiteres Jahr später nahm er mit Linear Waves sein erstes Album, damals noch als Audiokassette, auf. Nach weiteren Veröffentlichungen wurden einige Kompositionen bei einem belgischen Radiosender gespielt, was Boots zu einer gewissen Bekanntheit in der Elektronik-Szene verhalf. Damals wie heute handelt es sich bei den Musikstücken Boots’ um meist längere, melancholische Instrumentalstücke, die stilistisch zwischen Ambient und der klassischen Berliner Schule einzuordnen sind. Dieser Stil, der später auch von mehreren anderen Musikern nachgeahmt wurde, wird manchmal auch als Eindhovener Schule bezeichnet.
Nach mehreren Liveauftritten beim niederländischen Elektronik-Festival KLEMdag Ende der 1980er- und Anfang der 1990er-Jahre gründete Boots 1990 zusammen mit Bas Broekhuis, einem anderen Musiker der Eindhovener Schule, ein Plattenlabel mit Spezialisierung auf elektronische Musik, das den Namen Synteam erhielt. Als erstes erschien dort Dreamscape, das erste auf CD veröffentlichte Boots-Album und bis heute eine seiner erfolgreichsten Produktionen. Stücke aus dieser CD gelangten auch in das Radioprogramm der WDR-Sendung Schwingungen und brachten Boots bei den von dieser Sendung durchgeführten Wahlen zum besten Newcomer des Jahres 1990 den ersten Platz. Auch bei späteren Schwingungen-Wahlen erreichte Ron Boots mehrmals obere Platzierungen.
1991 lösten Boots und Broekhuis das Synteam-Label auf, um getrennte Wege bei der Musikproduktion zu gehen. Boots etablierte daraufhin mit CUE Records NL einen niederländischen Ableger des ebenfalls erst kürzlich gegründeten deutschen Distributors CUE Records. Neben Musikproduktion spezialisierte sich dieses Label auch auf den Vertrieb von Elektronik-CDs aus aller Welt in den Niederlanden. Parallel machte Boots als Komponist weiter, veröffentlichte zahlreiche Alben und trat live auf, unter anderem auch auf Festivals in den Niederlanden, in Deutschland und in Frankreich.
1997 benannte Boots das CUE Records NL-Label in Groove Unlimited um. Diese Bezeichnung trägt das Label, das inzwischen zu den größten Distributoren elektronischer Instrumentalmusik zählt, bis heute. Geführt wird es neben Ron Boots auch von Kees Aerts, der Ende der 1990er-Jahre in Zusammenarbeit mit Boots ebenfalls als Musiker tätig war.

## Diskografie
- Linear Waves (1987)
- Dream Weaver (1987)
- New Dream (1987)
- Wind in the Trees (1987)
- Moments (1988)
- Bookworks (1989)
- Hydrythmix (mit Bas Broekhuis, 1989)
- Dreamscape (1990)
- Offshore Islands (mit John Kerr, 1990)
- Ghost of a Mist (1991)
- By Popular Demand (Live, 1993)
- Different Stories and Twisted Tales (1993)
- Detachment of worldly affairs (1994)
- Too Many Secrets (1994)
- Backgrounds (1994)
- Cutting Branches (1995)
- Schloss Burg (Live, 1995)
- Out there lies the Truth (1996)
- Screaming Whispers (1996)
- The Truth is Twisted (1996)
- Of Desolate Places and Urban Jungles (1997)
- Phase 3 (Live, mit Ian Boddy und Harold van der Heijden, 1997)
- Truth or Dare (feat. John Dyson, Kees Aerts, Harold van der Heijden, Keller & Schönwälder, 1997)
- Current (1997)
- BAH! Live in Sweden (Live, mit Harold van der Heijden und Kees Aerts, 1998)
- Four the Truth (1998)
- Tainted Bare Skin (1998)
- E-Live '98 (Live, 1998)
- Joie de Vivre (Live, 1999)
- The 80's Box (6 CDs, 2000)
- Odds & Ends (2000)
- Close, but not touching (2000)
- E-Live 2000 (Live, 2000)
- Liquid structures in solid form (2002)
- Livelines (Live, 2002)
- Across the silver river (mit Rudy Adrian, 2002)
- Area movement (2003)
- Fanta Magic 2005 (2005)
- Acoustic Shadows (2006)
- See Beyond Times and Look Beyond Words (2008)
- Mea Culpa (2008)
- Beyond the Boundaries of Twighlight (2009)
- Boundary Tales (2009)
- Derby! (Live, mit F.D.Project und Harold van der Heijden, 2009)
- Refuge en Verre (mit Synth.nl, 2010)
- La caída de hormigón (2011)
- Signs in the Sand (2012)
- Standing in the Rain (2014)
- Juxtaposition (mit John Kerr, 2015)
- Awakenings (mit Harold van der Heijden, 2016)